# Atletismo nos Jogos Olímpicos de Verão de 1928
Nos Jogos Olímpicos de Verão de 1928, 27 eventos do atletismo foram realizados. Pela primeira vez foram incluídos eventos femininos no atletismo em Jogos Olímpicos.

## Medalhistas
Masculino
| Evento                         | Ouro                                                                           | Prata                                                                 | Bronze                                                               |
| ------------------------------ | ------------------------------------------------------------------------------ | --------------------------------------------------------------------- | -------------------------------------------------------------------- |
| 100 metros detalhes            | Percy Williams CAN Canadá                                                      | Jack London GBR Grã-Bretanha                                          | Georg Lammers GER Alemanha                                           |
| 200 metros detalhes            | Percy Williams CAN Canadá                                                      | Walter Rangeley GBR Grã-Bretanha                                      | Helmut Körnig GER Alemanha                                           |
| 400 metros detalhes            | Ray Barbuti USA Estados Unidos                                                 | James Ball CAN Canadá                                                 | Joachim Büchner GER Alemanha                                         |
| 800 metros detalhes            | Douglas Lowe GBR Grã-Bretanha                                                  | Erik Byléhn SWE Suécia                                                | Hermann Engelhard GER Alemanha                                       |
| 1500 metros detalhes           | Harri Larva FIN Finlândia                                                      | Jules Ladoumègue FRA França                                           | Eino Purje FIN Finlândia                                             |
| 5000 metros detalhes           | Ville Ritola FIN Finlândia                                                     | Paavo Nurmi FIN Finlândia                                             | Edvin Wide SWE Suécia                                                |
| 10000 metros detalhes          | Paavo Nurmi FIN Finlândia                                                      | Ville Ritola FIN Finlândia                                            | Edvin Wide SWE Suécia                                                |
| 110 m com barreiras detalhes   | Sydney Atkinson RSA África do Sul                                              | Steve Anderson USA Estados Unidos                                     | John Collier USA Estados Unidos                                      |
| 400 m com barreiras detalhes   | David Burghley GBR Grã-Bretanha                                                | Frank Cuhel USA Estados Unidos                                        | Morgan Taylor USA Estados Unidos                                     |
| 3000 m com obstáculos detalhes | Toivo Loukola FIN Finlândia                                                    | Paavo Nurmi FIN Finlândia                                             | Ove Andersen FIN Finlândia                                           |
| Revezamento 4x100 m detalhes   | Frank Wykoff James Quinn Charles Borah Henry Russell USA Estados Unidos        | Georg Lammers Richard Corts Hubert Houben Helmut Körnig GER Alemanha  | Cyril Gill Teddy Smouha Walter Rangeley Jack London GBR Grã-Bretanha |
| Revezamento 4x400 m detalhes   | George Baird Frederick Alderman Emerson Spencer Ray Barbuti USA Estados Unidos | Otto Neumann Harry Storz Richard Krebs Hermann Engelhard GER Alemanha | James Ball Stanley Glover Phil Edwards Alexander Wilson CAN Canadá   |
| Maratona detalhes              | Boughèra El Ouafi FRA França                                                   | Manuel Plaza CHI Chile                                                | Martti Marttelin FIN Finlândia                                       |
| Salto em altura detalhes       | Robert King USA Estados Unidos                                                 | Benjamin Hedges USA Estados Unidos                                    | Claude Ménard FRA França                                             |
| Salto com vara detalhes        | Sabin Carr USA Estados Unidos                                                  | William Droegemuller USA Estados Unidos                               | Charles McGinnis USA Estados Unidos                                  |
| Salto em distância detalhes    | Edward Hamm USA Estados Unidos                                                 | Silvio Cator HAI Haiti                                                | Alfred Bates USA Estados Unidos                                      |
| Salto triplo detalhes          | Mikio Oda JPN Japão                                                            | Levi Casey USA Estados Unidos                                         | Vilho Tuulos FIN Finlândia                                           |
| Arremesso de peso detalhes     | John Kuck USA Estados Unidos                                                   | Herman Brix USA Estados Unidos                                        | Emil Hirschfeld GER Alemanha                                         |
| Lançamento de dardo detalhes   | Erik Lundqvist SWE Suécia                                                      | Béla Szepes HUN Hungria                                               | Olav Sunde NOR Noruega                                               |
| Lançamento de disco detalhes   | Clarence Houser USA Estados Unidos                                             | Antero Kivi FIN Finlândia                                             | James Corson USA Estados Unidos                                      |
| Lançamento de martelo detalhes | Pat O'Callaghan IRL Irlanda                                                    | Ossian Skiöld SWE Suécia                                              | Edmund Black USA Estados Unidos                                      |
| Decatlo detalhes               | Paavo Yrjölä FIN Finlândia                                                     | Akilles Järvinen FIN Finlândia                                        | John Doherty USA Estados Unidos                                      |

Feminino
| Evento                       | Ouro                                                          | Prata                                                                        | Bronze                                                                   |
| ---------------------------- | ------------------------------------------------------------- | ---------------------------------------------------------------------------- | ------------------------------------------------------------------------ |
| 100 metros detalhes          | Betty Robinson USA Estados Unidos                             | Bobbie Rosenfeld CAN Canadá                                                  | Ethel Smith CAN Canadá                                                   |
| 800 metros detalhes          | Lina Radke GER Alemanha                                       | Kinue Hitomi JPN Japão                                                       | Inga Gentzel SWE Suécia                                                  |
| Revezamento 4x100 m detalhes | Myrtle Cook Ethel Smith Bobbie Rosenfeld Jane Bell CAN Canadá | Jessica Cross Loretta McNeil Betty Robinson Mary Washburn USA Estados Unidos | Anni Holdmann Helene Junker Rosa Kellner Helene Schmidt GBR Grã-Bretanha |
| Salto em altura detalhes     | Ethel Catherwood CAN Canadá                                   | Lien Gisolf NED Países Baixos                                                | Mildred Wiley USA Estados Unidos                                         |
| Lançamento de disco detalhes | Halina Konopacka POL Polônia                                  | Lillian Copeland USA Estados Unidos                                          | Ruth Svedberg SWE Suécia                                                 |

## Quadro de medalhas

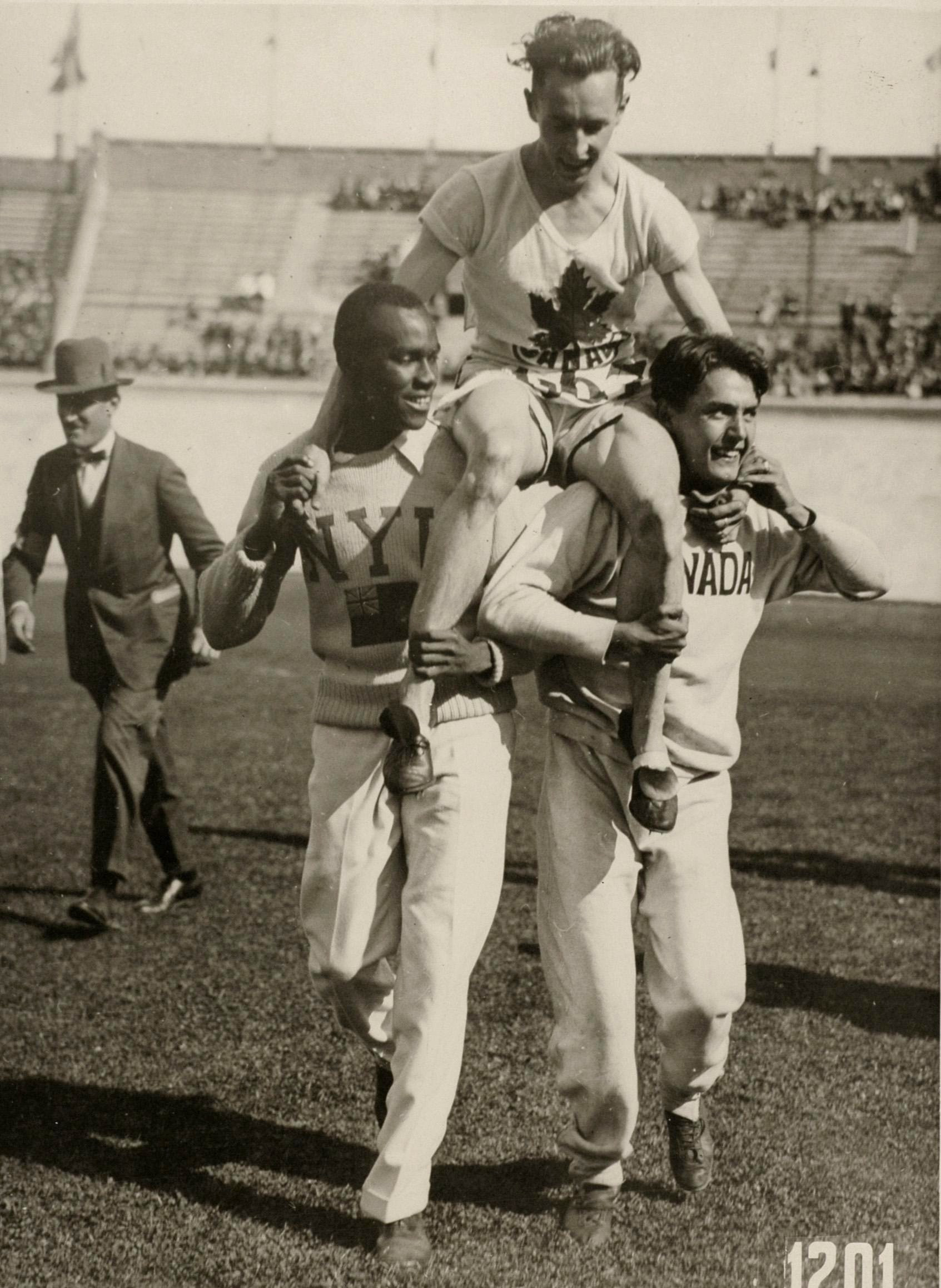
O canadense Percy Williams é carregado por outros atletas após a vitória nos 100 metros

| Ordem | País               | Medalha de ouro | Medalha de prata | Medalha de bronze |    |
| ----- | ------------------ | --------------- | ---------------- | ----------------- | -- |
| 1     | USA Estados Unidos | 9               | 8                | 8                 | 25 |
| 2     | FIN Finlândia      | 5               | 5                | 4                 | 14 |
| 3     | CAN Canadá         | 4               | 2                | 2                 | 8  |
| 4     | GBR Grã-Bretanha   | 2               | 2                | 1                 | 5  |
| 5     | GER Alemanha       | 1               | 2                | 6                 | 9  |
| 6     | SWE Suécia         | 1               | 2                | 4                 | 7  |
| 7     | FRA França         | 1               | 1                | 1                 | 3  |
| 8     | JPN Japão          | 1               | 1                |                   | 2  |
| 9     | RSA África do Sul  | 1               |                  |                   | 1  |
| 9     | IRL Irlanda        | 1               |                  |                   | 1  |
| 9     | POL Polônia        | 1               |                  |                   | 1  |
| 12    | CHI Chile          |                 | 1                |                   | 1  |
| 12    | HAI Haiti          |                 | 1                |                   | 1  |
| 12    | HUN Hungria        |                 | 1                |                   | 1  |
| 12    | NED Países Baixos  |                 | 1                |                   | 1  |
| 16    | NOR Noruega        |                 |                  | 1                 | 1  |
| TOTAL | TOTAL              | 27              | 27               | 27                | 81 |